# Racoon
Racoon är en nederländsk musikgrupp bildad 1997 i Zeeland. Bandet består av fyra medlemmar. De har släppt fem studioalbum och två livealbum. Deras mest kända låtar är "Love You More" från 2005 och "No Mercy" från 2011.

## Karriär
Bandet började som en duo med sångaren Bart van der Weide och gitarristen Dennis Huige. 1998 flyttade de till Utrecht där basisten Stefan de Kroon och trummisen Paul Bukkens gick med i bandet. Efter ett framträdande 1999 fick de skivkontrakt med SME. I januari 2000 gav de därefter ut sitt debutalbum Till Monkeys Fly. Albumet nådde plats 60 på den nederländska albumlistan. Singeln "Feel Like Flying" blev en radiohit då den nådde plats 69 på den nederländska singellistan. Bandet släppte därmed ett andra abum, Here We Go, Stereo, redan året efter deras debutalbum släppts. Deras andra album nådde plats 62 på albumlistan. Hitsingeln från det andra albumet var "Eric's Bar".
De åkte sedan på en internationell turné i över ett år. Efter mycket förväntan kom deras tredje album Another Day år 2005. Albumet kom att bli bandets mest framgångsrika hittills och gjorde dem till riktiga stjärnor i hemlandet. Albumet nådde plats 2 på albumlistan och låg kvar på listan i totalt 86 veckor. Albumet gav hitsinglar som "Love You More", "Laugh About It" och "Brother". Den största hitten blev "Love You More" som nådde plats 4 på singellistan men alla tre singlarna låg kvar på singellistan i totalt över 25 veckor vardera. År 2006 kom även en ny version av "Love You More" med Armin van Buuren. Den nya versionen nådde plats 3 på singellistan och låg kvar på listan i totalt 15 veckor.
Det fjärde studioalbumet Before You Love släpptes i mars 2008. Precis som deras tredje album nådde även detta andra plats på albumlistan i Nederländerna. Den första singeln från albumet var "Close Your Eyes" som släpptes den 1 april 2007. Den andra singeln från albumet var "Lucky All My Life" som släpptes den 10 februari 2008. Denna blev den mest framgångsrika från albumet då den nådde plats 17 på singellistan. Den tredje och sista singeln från det fjärde albumet var "Clean Again" som släpptes den 3 maj 2008.
Den 9 november 2009 släpptes livealbumet Live at Chassé Theatre, Breda som innehåller 23 låtar framförda live. Det femte studioalbumet Liverpool Rain släpptes den 6 maj 2011. Albumet blev deras första album att toppa den nederländska albumlistan efter att deras två tidigare album fastnat på andra plats. Den första singeln från det femte albumet var "No Mercy" som släpptes den 18 mars 2011. Den kom även kom att bli deras mest framgångsrika singel någonsin då den nådde tredje plats på singellistan, en plats högre än vad "Love You More" hade gjort år 2005. Singeln låg dessutom kvar på singellistan i 32 veckor, lika länge som "Love You More" hade gjort. Musikvideon till "No Mercy" hade runt en miljon visningar på Youtube i augusti 2012.
Den andra singeln från albumet var "Took a Hit" som släpptes den 29 juli 2011. Denna följdes av "Don't Give Up the Fight" som kom den 25 november 2011. Albumets fjärde singel blev den med samma titel som albumet, "Liverpool Rain", som släpptes den 30 mars 2012. Den mest framgångsrika singeln från albumet förutom "No Mercy" var "Don't Give Up the Fight" som nådde plats 8 på singellistan och som låg kvar på listan i totalt 20 veckor. De två första singlarna från Liverpool Rain tog sig även in på den belgiska singellistan där "No Mercy nådde plats 18 och "Took a Hit" nådde plats 14.

## Medlemmar
- Bart van der Weide - Sångare
- Dennis Huige - Gitarrist
- Paul Bukkens - Trummis
- Stefan de Kroon - Basist

## Diskografi

### Studioalbum
- 2000 - Till Monkeys Fly
- 2001 - Here We Go, Stereo
- 2005 - Another Day
- 2008 - Before You Leave
- 2011 - Liverpool Rain

### Livealbum
- 2006 - Another Night
- 2009 - Live at Chassé Theatre, Breda

### Singlar
- 2000 - "Feel Like Flying"
- 2000 - "Blue Days"
- 2001 - "Eric's Bar"
- 2005 - "Happy Family"
- 2005 - "Love You More"
- 2005 - "Laugh About It"
- 2006 - "Brother"
- 2006 - "Love You More" (ny version med Armin van Buuren)
- 2007 - "Close Your Eyes"
- 2008 - "Lucky All My Life"
- 2008 - "Clean Again"
- 2009 - "My Town"
- 2011 - "No Mercy"
- 2011 - "Took a Hit"
- 2011 - "Don't Give Up the Fight"
- 2012 - "Liverpool Rain"